# Fàbrica Puigmartí
La fàbrica Puigmartí era un conjunt fabril situat entre els carrers de Puigmartí i de Siracusa de la Vila de Gràcia, del que només es conserva la xemeneia, catalogada com a bé amb elements d'interès (categoria C).

## Història i descripció

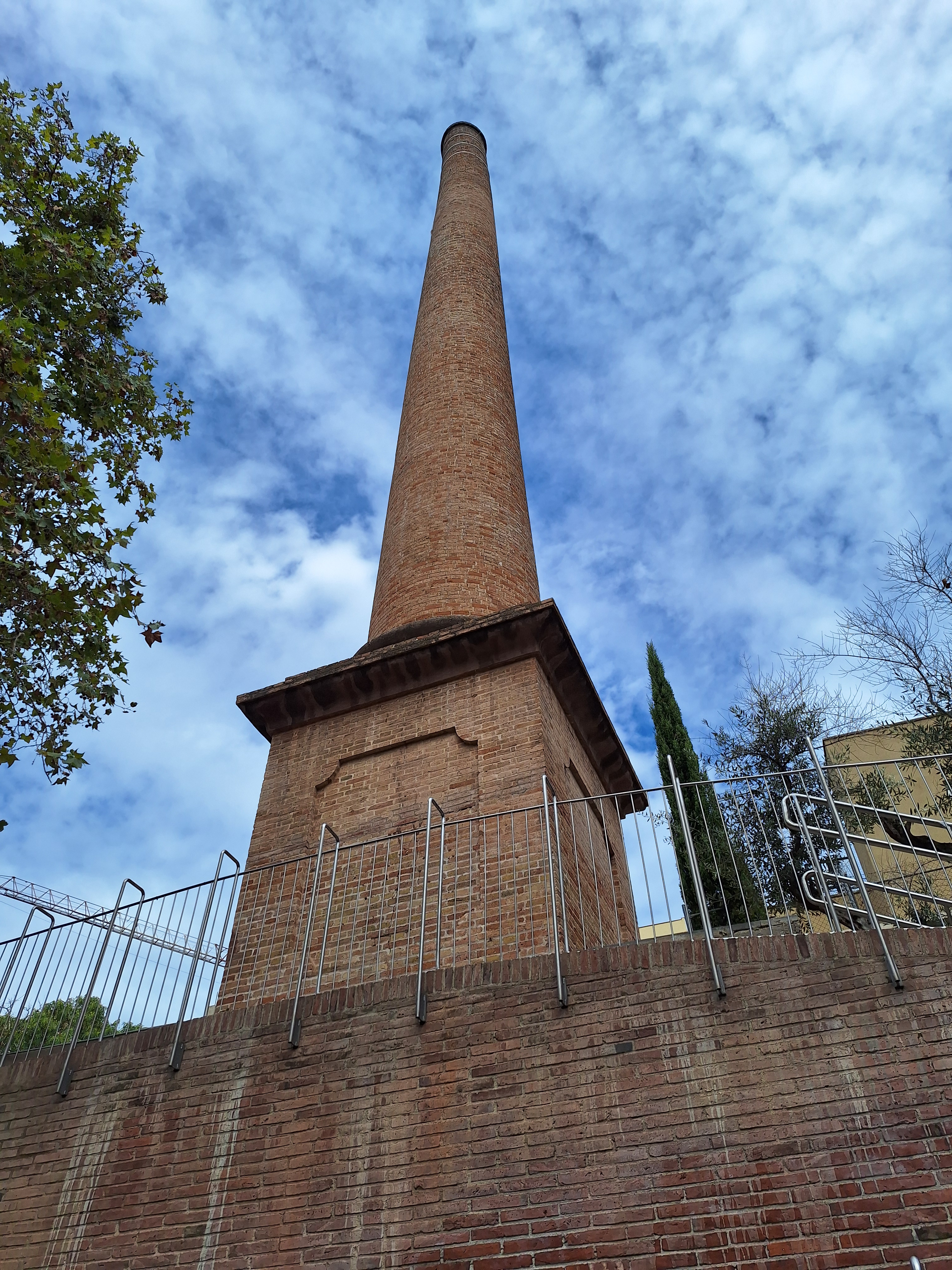
Xemeneia de la fàbrica Puigmartí

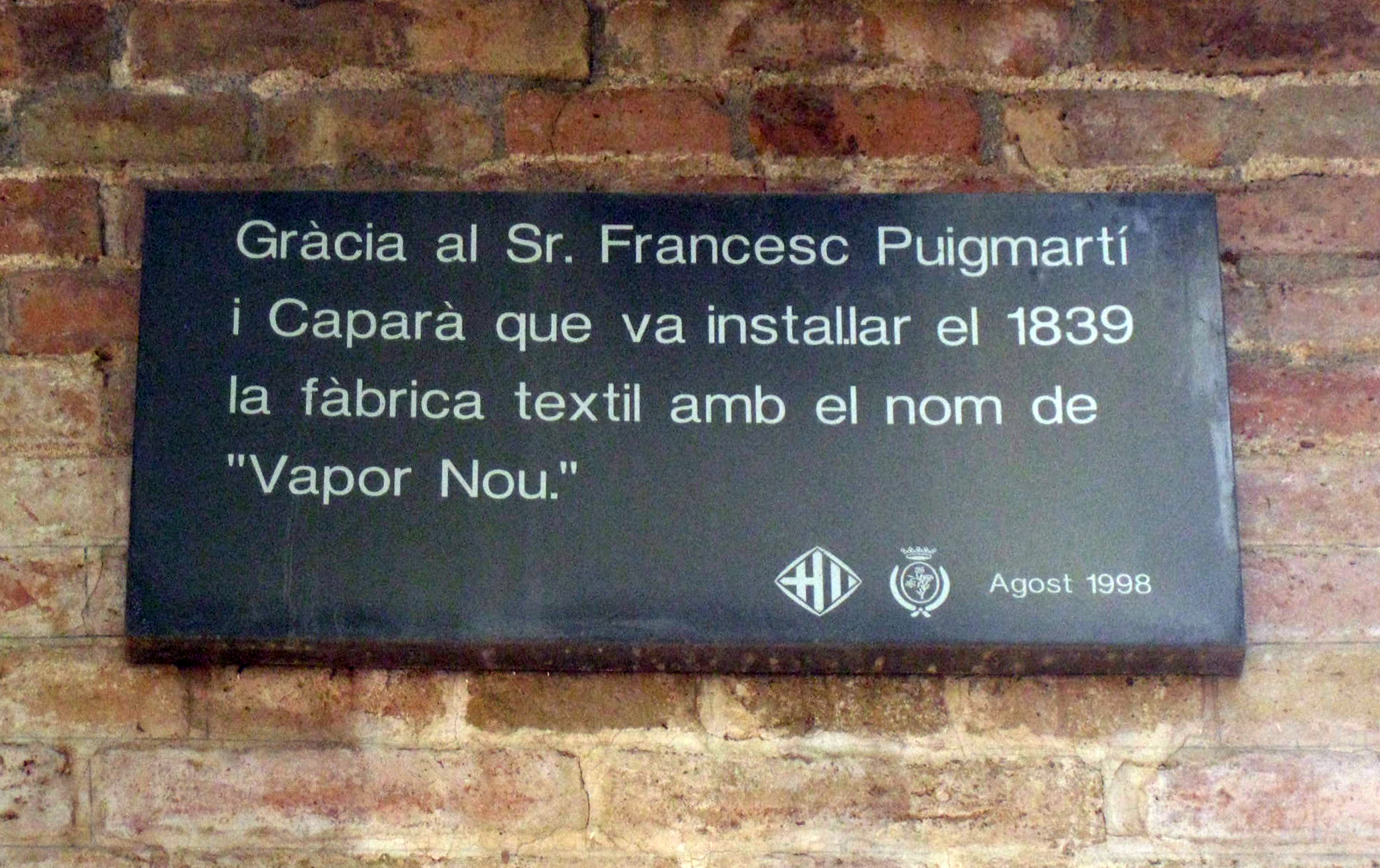
Placa commemorativa del Vapor Nou

El 1839, el fabricant Francesc Puigmartí i Caparà (1785-1852) hi va crear una fàbrica cotonera, coneguda com a Vapor Nou (en oposició al Vapor Vell de Pelegrí Vilaregut), que el 1861 donava feina a 800 treballadors. En aquesta època, el seu germà Josep (1782-1863) va començar la construcció d'una nova fàbrica al costat de la vella, que fou destruïda per un incendi el 1876. Segons un document notarial de l'any següent relatiu a una hipoteca, el recinte ocupava 750.000 pams quadrats (28.322 m²) entre els carrers del Torrent de l'Olla, la Travessera de Gràcia, Cervantes (actualment Milà i Fontanals) i Santa Llúcia (actualment Siracusa), i comprenia una fàbrica de 3 pisos (destruïda per l'incendi) amb una màquina de vapor de 80 CV, una altra de planta baixa de nova construcció amb una màquina de vapor de 40 CV, una casa-torre amb diverses dependències a la Travessera, i tres cases al Torrent de l'Olla, on es trobava l'entrada principal.
Posteriorment, una part dels terrenys fou urbanitzat amb l'obertura del carrer de Puigmartí, i a l'emplaçament del Vapor Vell es construí el Mercat de l'Abaceria Central. El 1896, Ramon Puigmartí i de Gispert, en representació de la seva sogra Alberta Alomà, va demanar permís per a substituir un generador de vapor de 30 CV per un altre de 80 CV, segons els plànols de l'enginyer Joan Antoni Molinas. Aquell mateix any, el seu apoderat va sol·licitar la legalització d'unes obres fetes sense permís fetes en una de les «quadres». El 1910, Puigmartí va demanar permís per a construir-hi un cobert, i el 1914, coincidint amb l'obertura completa del carrer que porta el seu nom, va cedir a l'Ajuntament de Barcelona una falca de terreny a la cantonada amb el carrer de Torrijos per a eixamplar-hi el mercat.
Als anys 1950, arran de la perllongació del carrer de la Mare de Deu dels Desamaparats fins al de Siracusa, s'hi van construir uns edificis d'habitatges amb sengles passatges de locals industrials a banda i banda (núms. 3 i 6). En aquest darrer, es va construir entre 1985 i 1987 una residència assistida i un casal de gent gran, propietat de la Generalitat de Catalunya i inaugurat el 27 de juliol del 1987.  A la resta del solar s'inaugurà el 1993 la plaça del Poble Gitano, on es troba la xemeneia.